# Buddelundia grisea
Buddelundia grisea är en kräftdjursart som beskrevs av Henri Dalens 1992. Buddelundia grisea ingår i släktet Buddelundia och familjen Armadillidae. Inga underarter finns listade i Catalogue of Life.